# واشنطن (ميزوري)
واشنطن (بالإنجليزية: Washington, Missouri)‏ هي مدينة تقع في الولايات المتحدة في مقاطعة فرانكلين، ميزوري. يقدر عدد سكانها بـ 13,982 نسمة ومساحتها 25.56 كم2 وترتفع عن سطح البحر 168 متر.

## التركيبة السكانية
قام مكتب تعداد الولايات المتحدة بتحديد بيانات التركيبة السكانية لواشنطن في تعداد الولايات المتحدة. في ما يلي، التركيبة السكانية حسب تعدادي 2000 و2010.

### تعداد عام 2000
بلغ عدد سكان واشنطن 13,243 نسمة بحسب تعداد عام 2000، وبلغ عدد الأسر 5,258 أسرة وعدد العائلات 3,501 عائلة مقيمة في المدينة. في حين سجلت الكثافة السكانية 1,548.9 نسمة لكل ميل مربع (598.0/كم2). وبلغ عدد الوحدات السكنية 5,565 وحدة بمتوسط كثافة قدره 650.9 نسمة لكل ميل مربع (251.3/كم2).
وتوزع التركيب العرقي للمدينة بنسبة 97.76% من البيض و 0.13% من الأمريكيين الأصليين و 0.42% من الأمريكيين ذوي الأصول الآسيوية و 0.85% من الأمريكيين الأفارقة و 0.63% من عرقين مختلطين أو أكثر.
بلغ عدد الأسر 5,258 أسرة كانت نسبة 32.7% منها لديها أطفال تحت سن الثامنة عشر تعيش معهم، وبلغت نسبة الأزواج القاطنين مع بعضهم البعض 53.7% من أصل المجموع الكلي للأسر، ونسبة 9.1% من الأسر كان لديها معيلات من الإناث دون وجود شريك، وكانت نسبة 33.4% من غير العائلات. تألفت نسبة 28.4% من أصل جميع الأسر من أفراد ونسبة 12.2% كانوا يعيش معهم شخص وحيد يبلغ من العمر 65 عاماً فما فوق.
بلغ العمر الوسطي للسكان 36 عاماً. وكانت نسبة 25.7% من القاطنين تحت سن الثامنة عشر، وكانت نسبة 8.7% بين الثامنة عشر والأربعة وعشرون عاماً، ونسبة 30.3% كانت واقعةً في الفئة العمرية ما بين الخامسة والعشرون حتى والأربعة وأربعون عاماً، ونسبة 19.4% كانت ما بين الخامسة والأربعون حتى الرابعة والستون، ونسبة 16.0% كانت ضمن فئة الخامسة والستون عاماً فما فوق. يوجد لكل 100 أنثى 91.5 ذكر، ويوجد لكل 100 أنثى في الثامنة عشر من عمرها فما فوق 88.7 ذكر.
بلغ متوسط دخل الأسرة في المدينة 43,417 دولار، أما متوسط دخل العائلة فبلغ 52,433 دولار. وكان متوسط دخل الذكور 36,163 دولار مقابل 23,666 دولار للإناث. وسجل دخل الفرد الخاص بالمدينة 22,360 دولار. وكانت نسبة 3.0% من العائلات ونسبة 5.0% من السكان تحت خط الفقر، وكان من هؤلاء نسبة 4.1% تحت سن الثامنة عشر ونسبة 4.7% في الخامسة والستين من العمر وما فوق.

### تعداد عام 2010
بلغ عدد سكان واشنطن 13,982 نسمة بحسب تعداد عام 2010، وبلغ عدد الأسر 5,863 أسرة وعدد العائلات 3,665 عائلة مقيمة في المدينة. في حين سجلت الكثافة السكانية 1,497.0 نسمة لكل ميل مربع (578.0/كم2). وبلغ عدد الوحدات السكنية 6,319 وحدة بمتوسط كثافة قدره 676.6 لكل ميل مربع (261.2/كم2).
وتوزع التركيب العرقي للمدينة بنسبة 96.7% من البيض و 0.1% من الأمريكيين الأصليين و 0.5% من الأمريكيين ذوي الأصول الآسيوية و 0.1% من سكان جزر المحيط الهادئ و 0.7% من الأمريكيين الأفارقة و 1.2% من عرقين مختلطين أو أكثر.
بلغ عدد الأسر 5,863 أسرة كانت نسبة 31.3% منها لديها أطفال تحت سن الثامنة عشر تعيش معهم، وبلغت نسبة الأزواج القاطنين مع بعضهم البعض 48.3% من أصل المجموع الكلي للأسر، ونسبة 10.1% من الأسر كان لديها معيلات من الإناث دون وجود شريك، بينما كانت نسبة 4.0% من الأسر لديها معيلون من الذكور دون وجود شريكة وكانت نسبة 37.5% من غير العائلات. وبلغ متوسط حجم الأسرة المعيشية 2.97، أما متوسط حجم العائلات فبلغ 2.35.
بلغ العمر الوسطي للسكان 39.4 عاماً. وكانت نسبة 24.1% من القاطنين تحت سن الثامنة عشر، وكانت نسبة 8.1% بين الثامنة عشر والأربعة وعشرون عاماً، ونسبة 24.8% كانت واقعةً في الفئة العمرية ما بين الخامسة والعشرون حتى والأربعة وأربعون عاماً، ونسبة 26.1% كانت ما بين الخامسة والأربعون حتى الرابعة والستون، ونسبة 17% كانت ضمن فئة الخامسة والستون عاماً فما فوق. وتوزع التركيب الجنسي للسكان بنسبة 47.8% ذكور و52.2% إناث.

## المدن التوأمة
مدينة مارباخ هي مدينة توأمة لـواشنطن (ميزوري).